# Tom Börner
Thomas "Tom" Börner (* 1968 in Berlin) ist ein deutscher Musikpädagoge, Musiker, Autor, Komponist und Verleger. 2004 gründete er den Verlag musiktotal.
Thomas Börner schrieb Lehrbücher zu den Themen Schlagzeug und Perkussion. Er arrangierte Stücke für Perkussionsensembles und komponierte den Zyklus Pictures of Percussion in vier Sätzen. Er ist Lehrer an einer Berliner Musikschule und einer Berliner Grundschule und unterrichtet Schüler in den Fächern Musik, Schlagzeug und Perkussion. Er betreut die Perkussionband „SchlagFertig“.
Als Filmmusikkomponist komponierte er die Musik für zahlreiche Kurzfilme und nahm erfolgreich an vielen Wettbewerben teil.
Als freier Musiker spielte er bei Gelegenheiten wie dem ADAC-Ball, Sportgala, Top Hotel, Bundespresseball, Radio Energy, Aidsgala, Carneval der Kulturen, Robinson-Clubtour, Rock-’n’-Roll-Festival im Palais am Funkturm, Berliner Rundfunk, mehrere Internationale Funkausstellungen in Berlin, Rock at the Philharmonic, Dorint Hotel, Deutsche Bahn Promotion Tour, Internationale Tourismusbörse, AAA Berlin und Frankfurt, Goldenes Lenkrad in Berlin und Jazz Fest Berlin.

## Veröffentlichungen
Filmmusik:
Lehrbücher:
- Modern Snare Drum., Musiktotal, Berlin, 2006, ISBN 978-3-9809547-4-7
- Basisbuch Schlagzeug., Musiktotal, Berlin, 2004, ISBN 978-3-9809547-1-6
- Advanced Drumset., Musiktotal, Berlin, 2006, ISBN 978-3-938967-24-9
- Rudiments am Schlagzeug., Berlin, 2004, ISBN 978-3-9809547-0-9
- Standardrhythmen., Berlin, 2005, ISBN 978-3-9809547-3-0
- Solos und Duos für Schlagzeug., Berlin, 2005, ISBN 978-3-938967-08-9
- Stimmen der Trommel. Tipps und Tricks zum Stimmen des Schlagzeugs, Berlin, 2005, ISBN 978-3-9809547-9-2

Kompositionen für Percussion Ensemble:
- Pictures of Percussion in 4 Sätzen: Monotonie, Harmonie, Einklang, Aufbruch

Arrangements für Percussion Ensembles:
- Tico-Tico no Fubá, Tequila, AIR from Suite in D, Take Five, The Entertainer, In The Mood, Träumerei, Hummelflug, Säbeltanz, Ungarischer Tanz, Nr. 5, Pizzicato Polka, Time for Ragtime, 6 Ragtimes